# Rang (Doubs)
Rang é uma comuna francesa na região administrativa de Borgonha-Franco-Condado, no departamento de Doubs. Estende-se por uma área de 10,32 km². Em 2010 a comuna tinha 413 habitantes (densidade: 40 hab./km²).